# メリク
メリク（モンゴル語: Melik, 中国語: 麦里, ? - ?）は、モンゴル帝国に仕えた千人隊長の一人。

## 概要
メリクの祖父シルゲイ (Šilügei) はジュウレイト部出身の将軍で、創業時代のテムジン（後のチンギス・カン）に仕えていた。テムジンがケレイト部のオン・カンとの戦いに敗れ、バルジュナ湖まで敗走した際にはともにバルジュナ湖の泥水をすすり、後世広く知られる「バルジュナ湖の功臣」の一人として知られるに至った。1206年、テムジンが即位してチンギス・カンと称するとシルゲイは千人隊長に任ぜられ、『モンゴル秘史』の功臣表では22位に列せられている。これ以後もチンギス・カンによるアジア諸国の征服戦争に従事したが、河西において没した。シルゲイの息子麥吉もまたオゴデイ・カアンの金朝攻略に従事したが、病没したため、その息子メリクがその地位を承襲した。
父の死後、メリクはグユクの下でバトゥの征西（モンゴルのルーシ侵攻）に従軍し、キプチャク・アスト・ルーシ諸国の征服に貢献した。また、モンケ・カアンの即位後には南宋への親征に従い、功績があった。
モンケ・カアンの死後、次代のカアン位を巡ってクビライとアリクブケとの間で帝位継承戦争が勃発すると、グユク・カンの第3子であるホクがアリク・ブケ側について河西地方の諸城を劫掠した。メリクはクビライの即位にこそ正当性があるとして「乱を為した」ホクを見過ごすべきではないとし、弟のサングダルとともにこれを攻撃した。1月に8度戦って、劫掠を受けたジャライル部・タタル部諸部の民を奪い返してメリクは帰還した。
しかしホクとの戦いの中で、弟のサングダルは戦死したため、これを聞いて憐れんだクビライは使者を派遣して銀鈔・羊馬を与え、さらに「ダルハン」の称号を授けた。それから程なくしてメリクは没し、その息子トクルが後を継いだ。